# Tenma

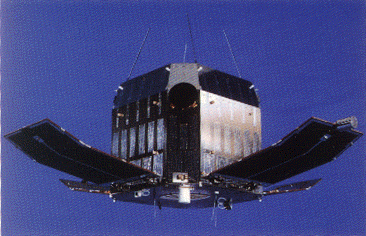
ASTRO-B (Tenma)

Tenma (jap. Pegas) je japonská umělá družice určená na prohlídku oblohy v rtg oblasti spektra a na výzkum vybraných zdrojů, vypuštěná 20. února 1983 na oběžnou dráhu s perigeem 487 km, apogeem 503 km, sklonem 31,49 ° a oběžnou dobou 94,38 min. Hmotnost 216 kg. Tenma znamená v překladu Pegas (či Pegasus) a před startem měl pracovní název ASTRO-B.

## Další údaje
Start rakety s družicí byl z japonského kosmodromu Kagošima. V evidenc COSPAR je označena jako 1983-011A. Družice shořela v atmosféře 17. prosince 1988.